# Catherine Royle
Catherine Royle (nascida a 17 de agosto de 1963) é uma diplomata britânica. Ela é Conselheira Política do Comandante do Comando da Força Conjunta Aliada de Brunssum.

## Carreira
Ela foi subchefe de missão na Argentina. Em 1995, ela esteve em conversações diplomáticas com membros do Congresso Nacional Iraquiano. Ela foi também embaixadora na Venezuela e embaixadora adjunta no Afeganistão.